# Travagliato
Travagliato är en ort och kommun i provinsen Brescia i regionen Lombardiet i Italien. Kommunen hade 13 986 invånare (2018).
Bröderna Franco Baresi och Giuseppe Baresi kommer från Travagliato.